# (32624) 2001 RQ44
2001 أر كيو 44 (ويعرف أيضًا باسم (32624) 2001 أر كيو 44 وفق تسمية الكوكب الصغير) (بالإنجليزية: 2001 RQ44)‏ هو كويكب ضمن حزام الكويكبات؛ وترتيبه 32624 من حيث الاكتشاف.
اكتُشف هذا الجُرم الفلكي بواسطة تعقب الأجرام القريبة من الأرض في 12 سبتمبر 2001.

## وصلات خارجية
- (32624) 2001 RQ44 في قاعدة بيانات مختبر الدفع النفاث لأجرام النظام الشمسي الصغيرة

- الاكتشاف · مخطط المدار ·  العناصر المدارية · المعلمات المادية

- (32624) 2001 RQ44 على موقع ويكي سكاي: DSS2, SDSS, GALEX, IRAS, Hydrogen α, X-Ray, Astrophoto, Sky Map, Articles and images